# Halkaçayırı

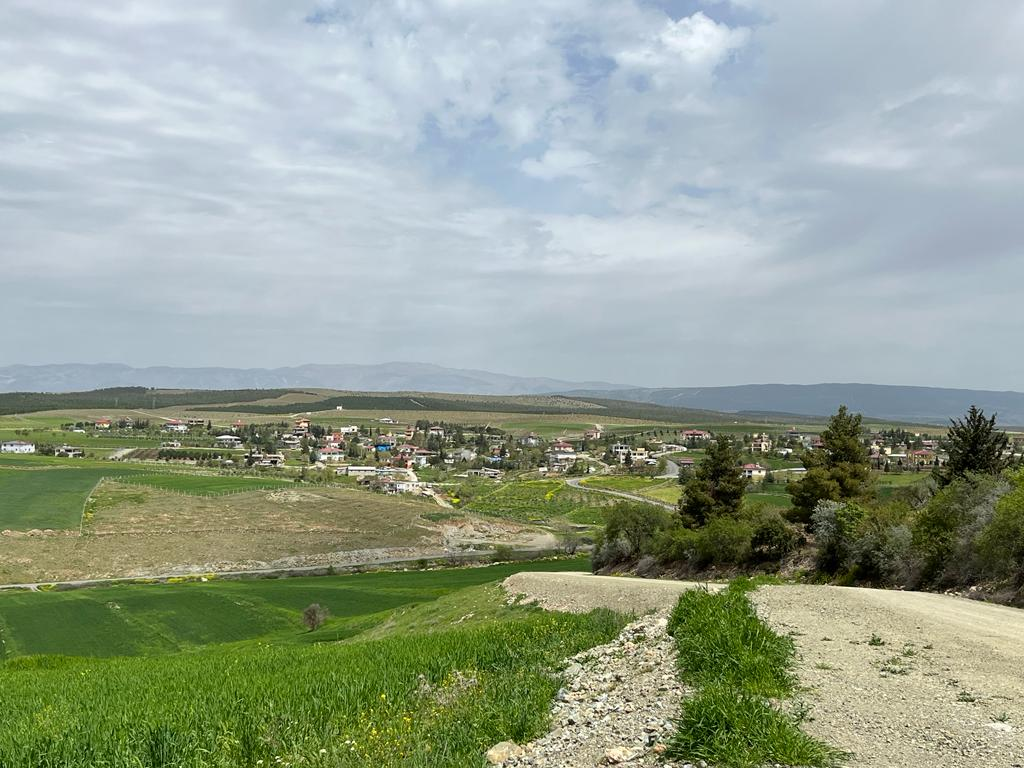
Dorfansicht von Halkaçayırı aus dem Süden vom Friedhofsberg

Halkaçayırı (kurdisch: Soflan) ist ein Ortsteil mit 125 Einwohnern im Bezirk (İlçe) Dulkadiroğlu im Süden der Türkei in der Provinz Kahramanmaras. Das Dorf liegt ungefähr 24 km südöstlich der Provinz-Hauptstadt Kahramanmaraş.

## Geografie
Das Dorf liegt im Süden der Provinz Kahramanmaraş und gehört zum Bezirk Dulkadiroğlu. Halkaçayırı grenzt im Osten an Maksutusağı, im Süden an Arslanbey, im Westen an Abbaslar, im Nordwesten an Alibeyuşağı, im Norden an Yeniyurt und im Nordosten an Denizli.

## Bevölkerung
Die Einwohner des Orts sind  alevitische Kurden, welche dem Sinemilli-Stamm angehören. Deshalb wird in Halkaçayırı überwiegend Kurdisch, aber auch Türkisch gesprochen. 
Nachdem Pogrom von Maras 1978 flohen viele Bewohner des Dorfes aus Angst vor weiteren Angriffen in andere Städte in der Türkei, jedoch vor allem ins Ausland nach Deutschland, Frankreich und in die Schweiz. In den Folgejahren verließen viele Einwohner das Dorf wegen schlechter wirtschaftlicher Lage und Perspektivlosigkeit. Dadurch bildete sich im Ausland zunehmend eine Diaspora, die sich vor allem im Südwesten Deutschlands, in der Schweiz und vereinzelt auch in Frankreich niederließ. Doch der Großteil der Auslandsgemeinschaft lebt in der Schweiz, besonders in der Region um Basel.

## Politik
Durch die ethnische und religiöse Zusammensetzung der Bevölkerung, die bestimmte Werte und Vorstellungen mit sich zieht, steht das Dorf der links gerichteten Partei HDP, die sich für die Rechte der Kurden und anderen Minderheiten einsetzt, nahe. 
Der aktuelle Muhtar von Halkaçayırı ist Veli Çakı.

## Infrastruktur/Verkehr
Das Dorf Halkaçayiri wird von der Hauptstraße, die Halkaçayiri mit seinen Nachbarortschaften Arslanbey und Maksutusagi verbindet, durchzogen. Außerdem gibt es eine unbefestigte Straße, die im Norden nach Alibeyusagi führt.

## Kulturelle Einrichtung

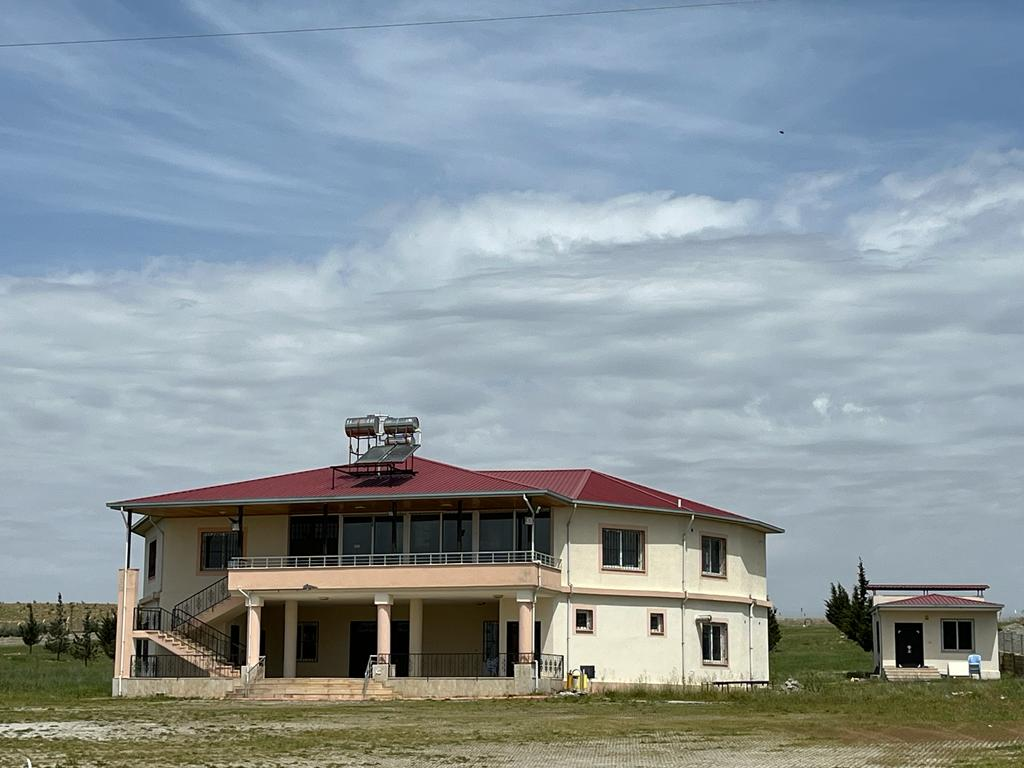
Cemevi von Halkaçayırı

Mit dem Cemevi besitzt das Dorf seit 2008 ein alevitisches Gemeindehaus, welches für Beerdigungen und Hochzeiten genutzt wird. Zu diesem Zeitpunkt war das alevitische Versammlungs- und Gotteshaus lediglich einstöckig, doch in den darauffolgenden Jahren wurde das Cemevi um einen zweiten Stock erweitert. Dieses Gebäude wurde mit Spenden der Dorfmitglieder, vor allem aus der Diaspora, und mithilfe des türkischen Staates finanziert. Es wurde vom im Dorf ansässigen Architekten Veli Manis geplant und entworfen.

## Erdbeben 2023
Wie die ganze Region um Kahramanmaras wurde auch Halkaçayiri heftig vom Erdbeben in der Türkei und Syrien, das sich am 6. Februar 2023 ereignete, getroffen. Es kam zu massiven Schäden an den im Ort befindlichen Gebäuden und der Infrastruktur. Aufgrund dessen trauen sich die Bewohner teilweise nicht mehr in ihre Häuser und verbringen die Nächte in Zelten oder Containern auf ihren Grundstücken. Glücklicherweise wurden in Halkaçayiri keine Toten verzeichnet.

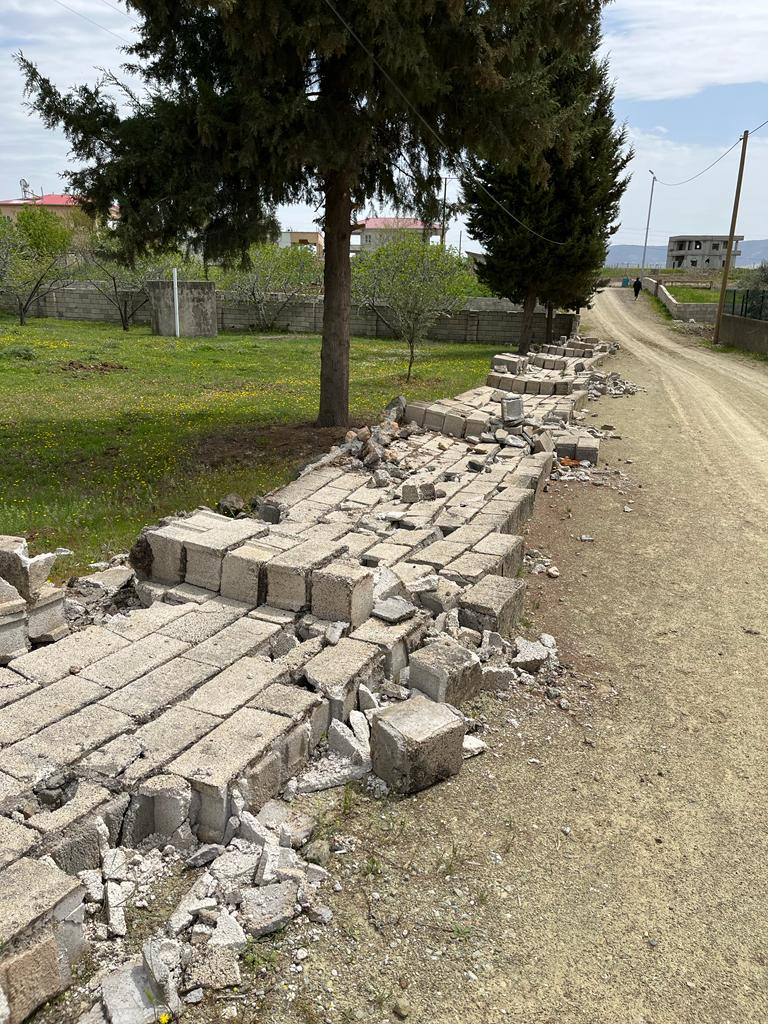
Durch das Erdbeben zerstörte Mauer

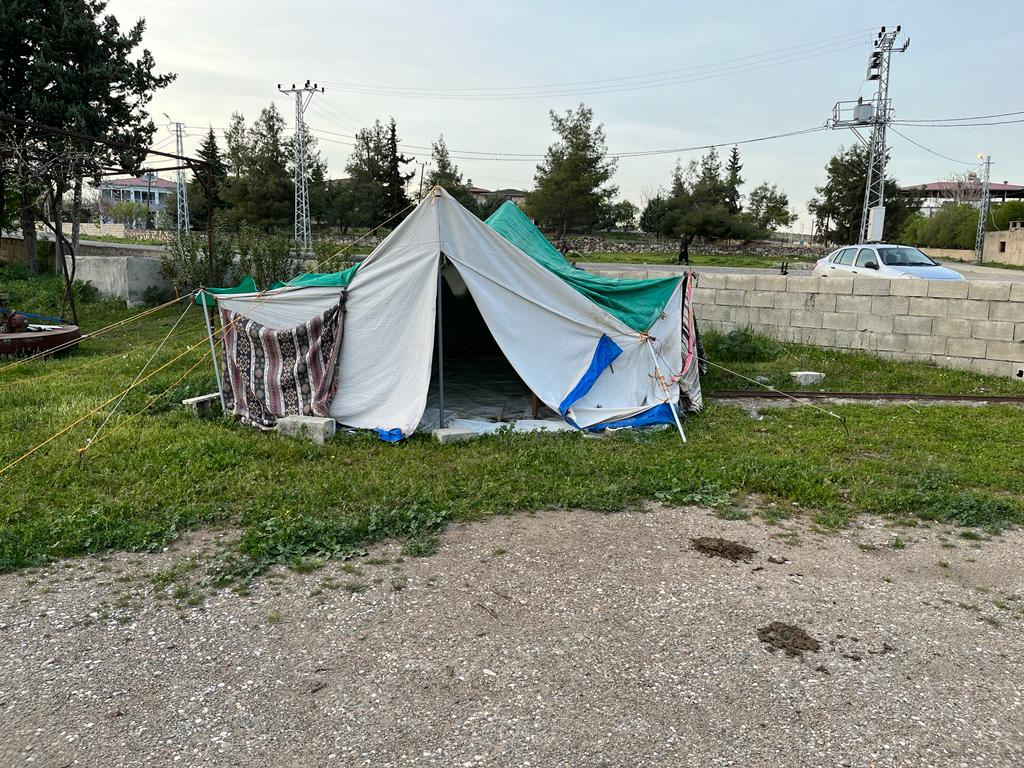
Aus Angst nächtigen Bewohner in solchen Zelten.

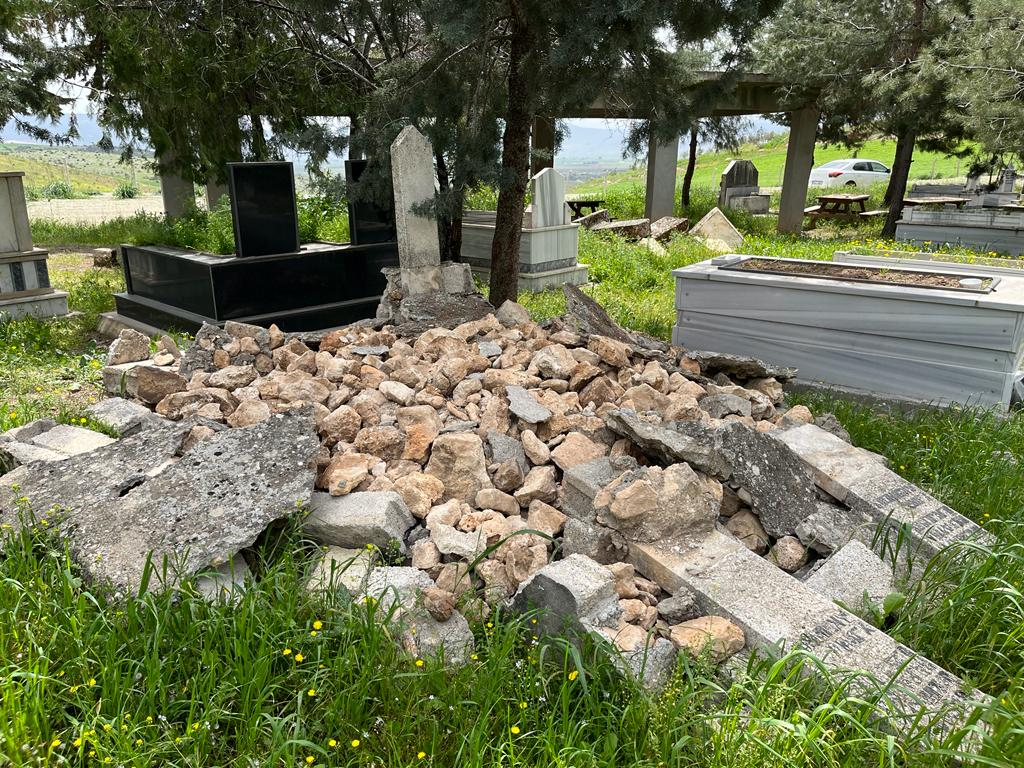
Gräber wurden im Zuge des Erdbebens stark beschädigt.

## Reise der Hoffnung
Das Dorf Halkaçayırı war auch ein Drehort des mit dem Oscar prämierten Films Reise der Hoffnung, der die tragische Auswanderung der kurdisch- und türkischstämmigen Menschen Ostanatoliens thematisiert. Die Geschichte des Films basiert auf wahren Begebenheiten eines Dorfbewohners, der im Jahre 1988 mit seiner Familie versucht hat, in die Schweiz einzuwandern. Auf dem Weg musste seine Familie die Alpen überqueren, wobei der Sohn der Familie erfror. Am Anfang des Films spielt sich das Geschehen im Dorf Halkaçayırı ab und in diesen Szenen spielen auch Dorfmitglieder mit.